# Église Saint-Nicolas de Droiturier
L'église Saint-Nicolas de Droiturier est une église catholique française située à Droiturier, dans le département de l'Allier.

## Localisation
L'église Saint-Nicolas se trouve au centre du bourg de Droiturier, au sud-est du carrefour de la D 470 et de la D 570.

## Historique
D'époque romane (XIe siècle et XIIe siècle), l'église prieurale actuelle est placée sous le vocable saint Nicolas et dédiée à la Sainte Croix. L'édifice est inscrit au titre des monuments historiques en 1935. Elle est classée site clunisien depuis 2008.

## Description
- Clocher-porche : L'ancien clocher aujourd'hui détruit s'élevait à la croisée des transepts ; il a été remplacé par un clocher-porche au XIXe siècle. Celui-ci s'appuie sur la façade de l'ancienne église, remontée au XVe siècle. Le porche en ogive est formé par un tympan en accolade, surmonté d'une statue[2].
- Nef : Composée de trois travées couvertes d'ogives au début de l'époque gothique. Le transept a deux chapelles en absidioles et l'abside centrale circulaire est agrandie par deux chapelles rectangulaires de part et d'autre du chœur.
- Chapelle Saint-Nicolas : Elle comprend un confessionnal en chêne de la première moitié du XIXe siècle, une statue de saint Nicolas en bois polychrome doré et argenté du XVIe siècle. Le devant de l'autel représente le saint ressuscitant les enfants mis au saloir.
- Chapelle de la Sainte Vierge : On peut y admirer un décor de peintures murales en trompe-l'œil datant du milieu du XVIIIe siècle, qui représentent les invocations des litanies de la Sainte Vierge et, sur l'autel, une statue en carton mâché de la Vierge à l'enfant de la même époque. Les litanies de la Rose mystique, de la Tour de David et de la Tour d'ivoire sont reprises sur le devant de l'autel. Figure également sur le côté une statue en bois doré de sainte Catherine d'Alexandrie du XVIIIe siècle.
- Mur d’entrée : En son centre, figure un tableau de l'exaltation de la Sainte-Croix, tandis que, de chaque côté de la porte d'entrée, les colonnes « engagées » d'époque romane portent deux chapiteaux historiés faisant référence à l'Apocalypse de saint Jean, le singe cordé et l'arbre de vie.
- Baptistères : Situés sur le côté gauche du mur d’entrée, le baptistère principal est une cuve octogonale de granit du XVe siècle montée sur une base récente. Un second baptistère comportant deux cuves d’ablution se situe dans un placard du mur du bas-côté[3].

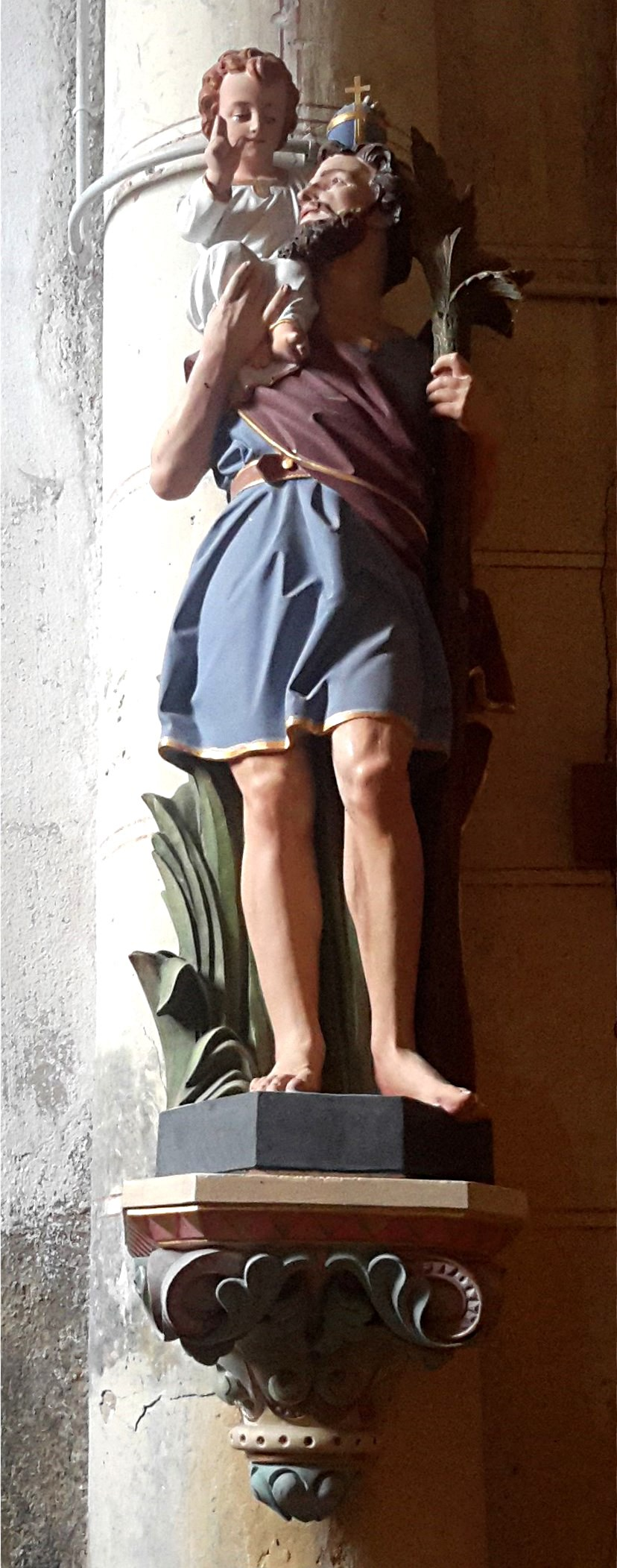
Statue de saint Christophe.
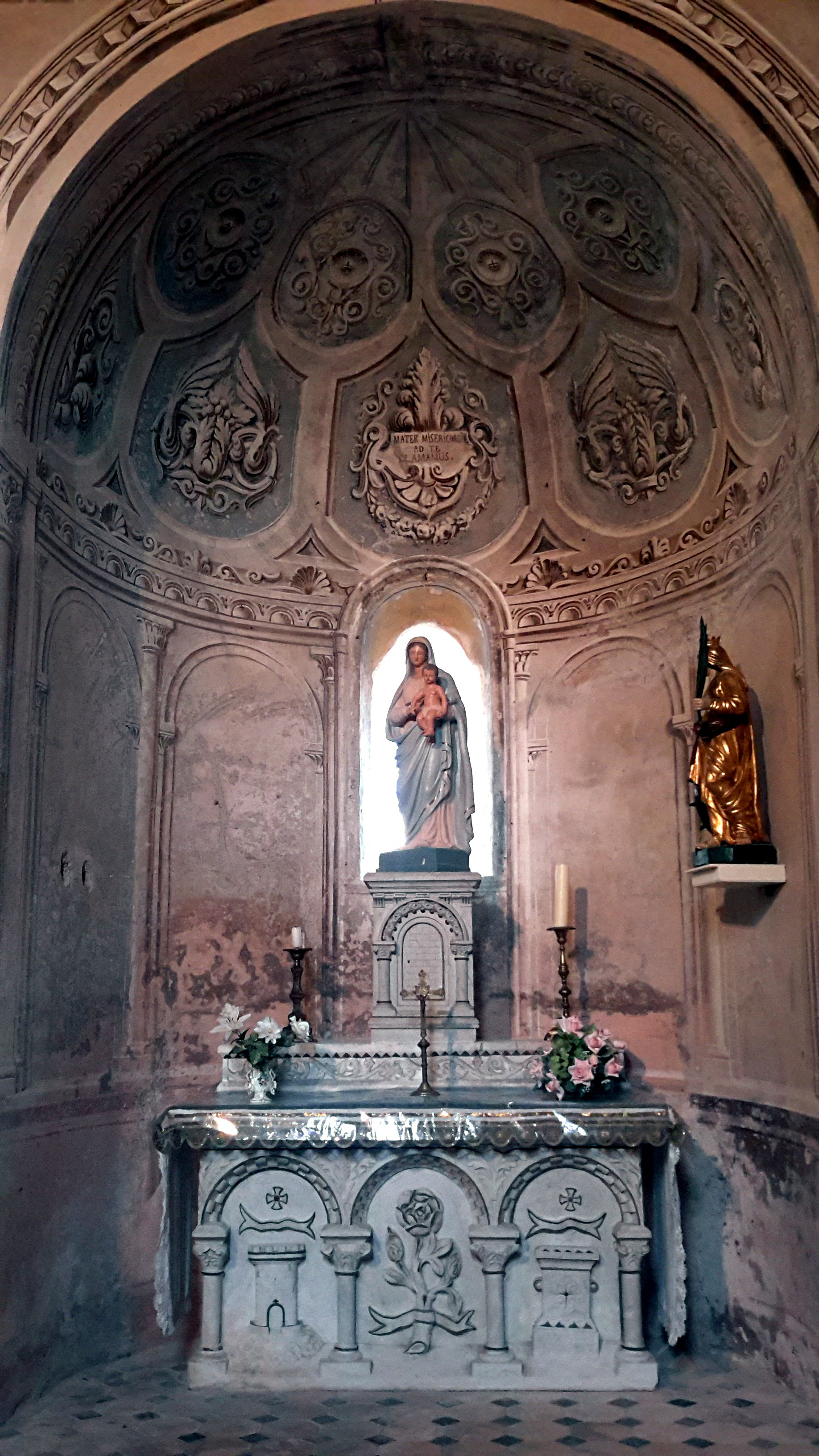
Chapelle de la Sainte Vierge.
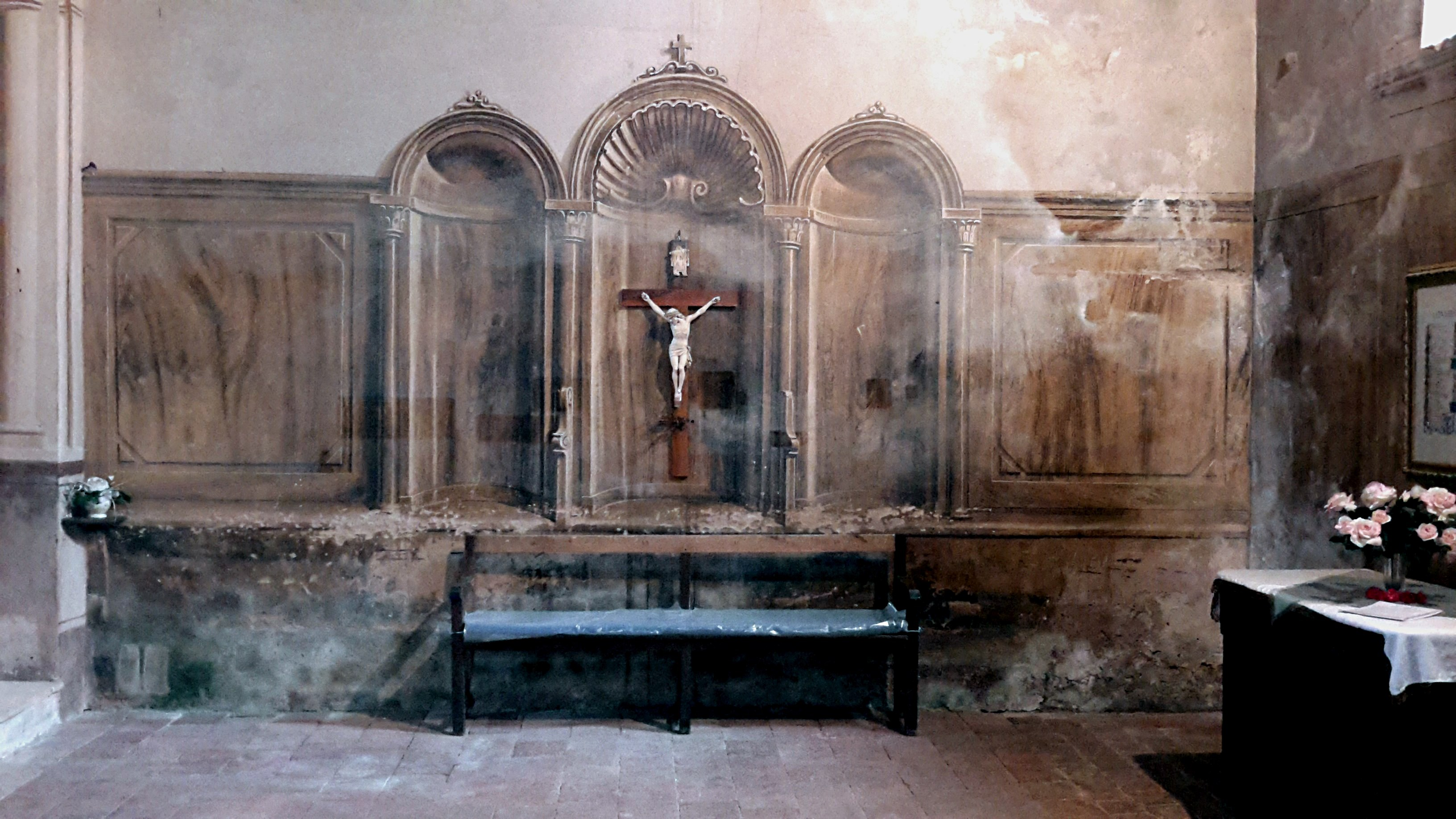
Peinture murale en trompe-l'œil.
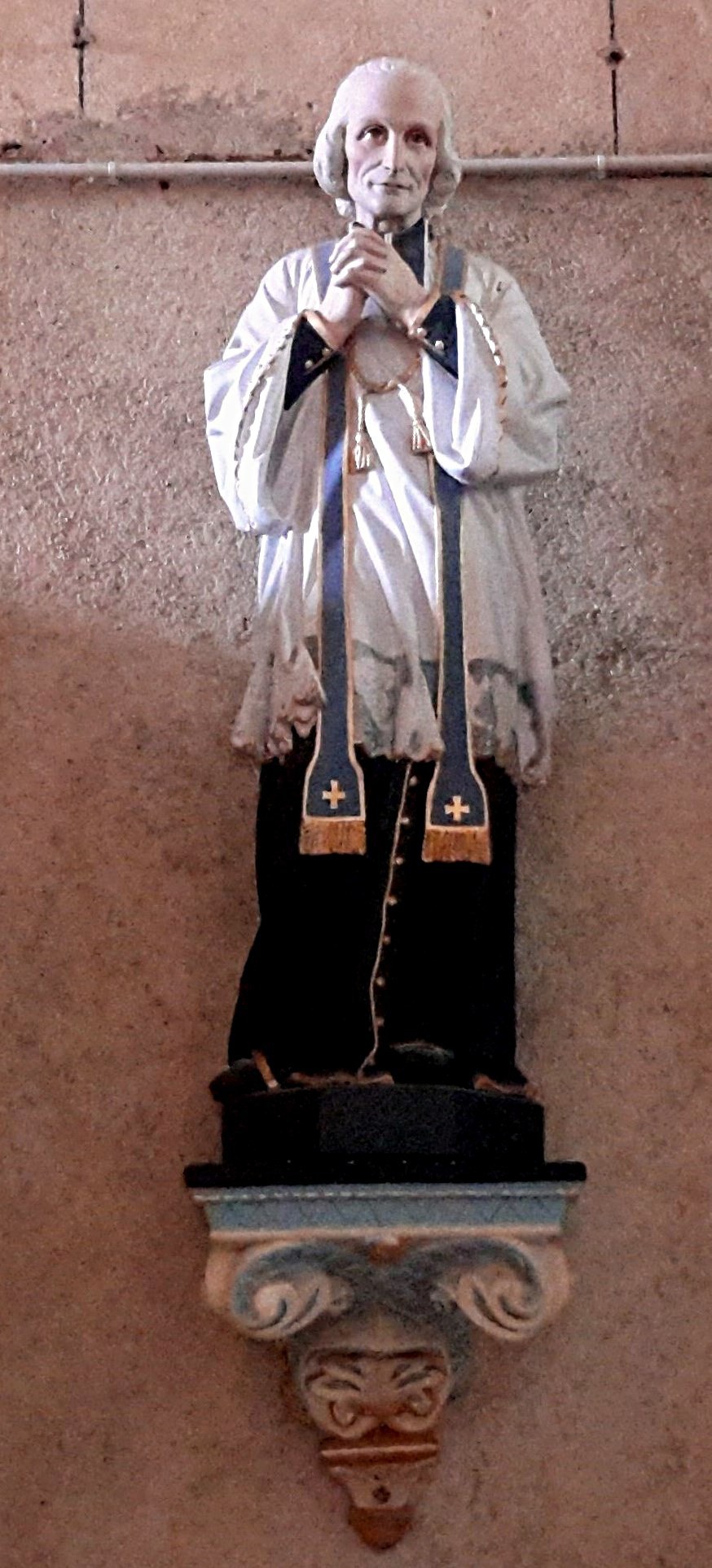
Statue de saint Jean-Marie Vianney, curé d'Ars.